# Klement Šilinger
Klement Šilinger (15. listopadu 1887, Sazená – 15. ledna 1951, Bratislava) byl slovenský architekt.

## Život
Narodil se v rodině stavitele Václava Šilingera (1850-1939) a Marie, rozené Heligeové (1853 - ?). Měl tři bratry, z nichž Bohumír byl stavitelem a Václav malířem.
Klement Šilinger byl dvakrát ženatý, první manželkou byla Růžena, roz. Schweracková (? - 1971), druhou Anastázie, roz. Chytrá, úřednice (1908-1984). Měl dva syny, fotografa Klementa (* 1921) a Ing. arch. Jána (* 1948).
Je pochován na Martinském hřbitově v Bratislavě.

### Studium

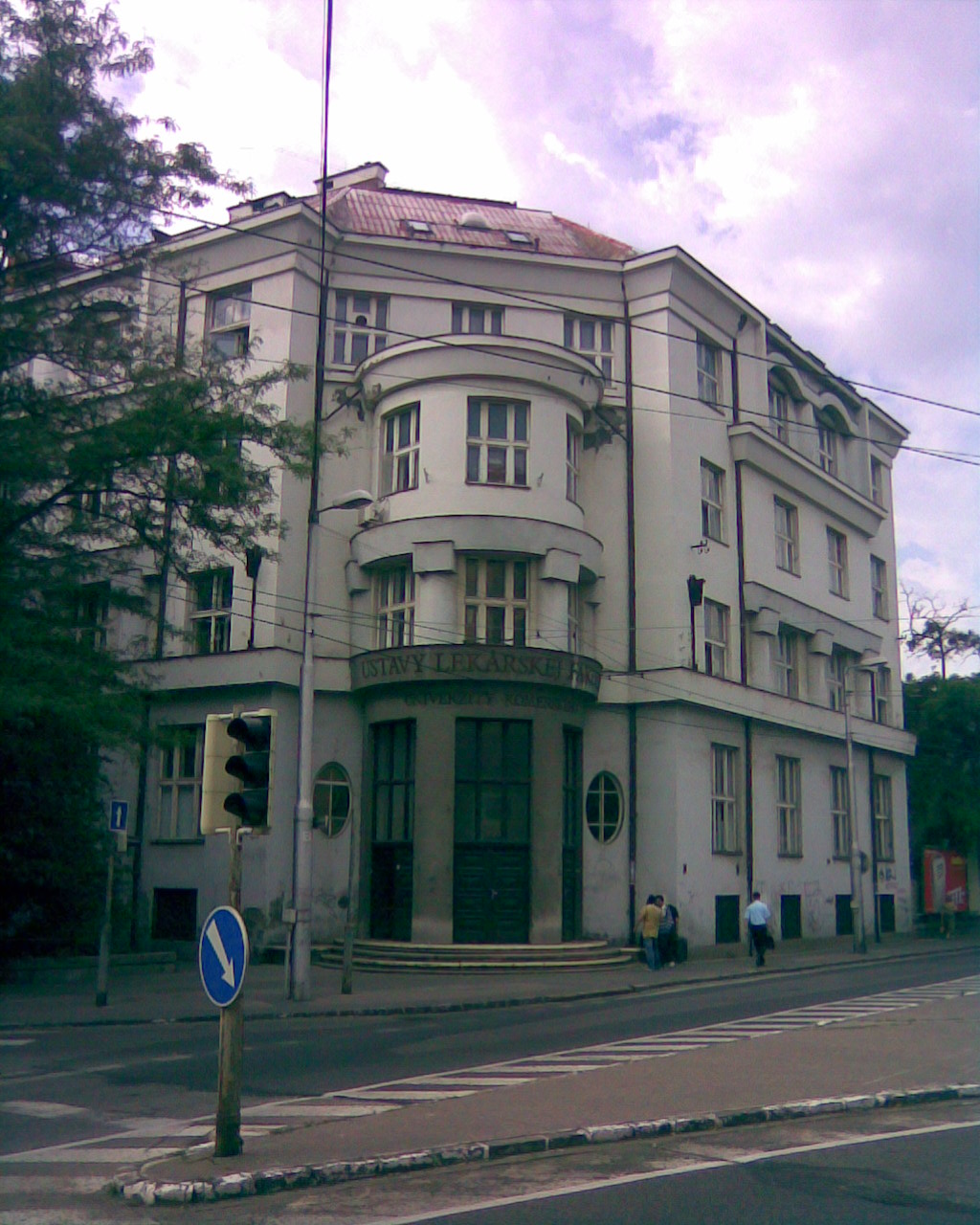
Anatomický ústav LF UK

V patnácti letech opustil Klement rodiště a odešel studovat do Prahy na Vyšší průmyslovou školu. V letech 1910 až 1914 studoval architekturu u profesora Jana Kotěry na pražské Akademii výtvarných umění. Z textu absolutoria lze usuzovat, že profesor s ním byl velmi spokojen, považoval ho za mimořádně nadaného studenta, který opouští školu jako umělecky úplně kvalifikovaný architekt. Klement během studií v Kotěrově ateliéru i pracoval. V tomto období vznikl jeho neuskutečněný návrh stadionu v Troji.
Stal se členem spolku českých architektů. Studijní pobyty absolvoval v Paříži, ve Švýcarsku, Itálii a v USA, kde se seznámil s architektem F. L. Wrightem.
Šilingerův slibný odborný start ztlumila první světová válka. Zbavit se frontového traumatu mu pomohly nové události v jeho životě. Založil si rodinu a stal se architektem ministerstva veřejných prací, kde působil do roku 1925. Pracovní povinnosti ho přivedly do Bratislavy, s níž je spojena téměř celá jeho tvorba.
Z náplně jeho zaměstnání vyplývalo, že převážně projektoval obytné domy pro státní zaměstnance (např. na Dobrovičově, Štetinově, Legionářské a Heydukově ulici). Od roku 1925 pracoval jako samostatný architekt, založil si vlastní architektonickou kancelář sídlící na Dostojevského třídě v Bratislavě.
V roce 1928 se stal členem kuratoria Školy uměleckých řemesel. V letech 1939 až 1946 pro nemoc tvorbu přerušil. Pracovat začal až po osvobození, kdy se zapojil do kolektivní obnovy Bratislavy. O dva roky později vážně onemocněl. Jeho architektonická tvorba zahrnuje, z důvodu dlouhé nemoci, poměrně krátký časový úsek. Přesto však sleduje vývojový oblouk charakteristický pro celkovou situaci československé architektury od první polovice 20. století až po konec čtyřicátých let.

## Tvorba
První práce Klementa Šilingera mají zdrženlivě historizující ráz. Těsně po vzniku republiky tvořil v duchu rondokubismu (vychází z použití a aplikace kruhu a jeho výsečí) (např. Anatomický ústav v Bratislavě, několik bytových domů a školních staveb), v němž během prvních popřevratových let hledali národní styl i jiní čeští architekti na Slovensku: architektura měla vyjadřovat jednak specifičnost národa, jednak svojí monumentálností zdůrazňovat sílu.
Šilingerova díla v sobě spojují smysl pro tektoniku se schopností velkorysé prostorové koncepce a výtvarným citem pro barevnost a detail. Pracoval s výrazným plastickým ornamentem, s barevností preferující okr a sienu pálenou. Usiloval o syntetizaci některých soudobých směrů, rychle reagoval na měnící se poměry. Především navazoval na Le Corbusiera. Z jeho tvorby přebíral jednoduché kubistické formy (škola v Senci), přízemí na sloupech a obytné terasy (Lafranconi, Živnodom), šikmo nahoru směrující rytmus, polyfunkčnost stavby.
Projektoval převážně velké obytné domy pro státní zaměstnance. Jeho architektonický styl charakterizovala monumentálnost a barevnost, ornamentika a plastičnost s příklonem ke konstruktivismu a k výrazným a čistým funkcionalistickým formám (např. budova Lafranconi a bývalý Živnostenský dům v Bratislavě).
Šilingerova koncepce výstavby architektonického objektu vychází z tradičního členění na podnož, tělo a ukončení. Tyto základní prvky konstruuje zdůrazňováním jejich tektonických článků. Zatímco podnož domu je u Šilingera vždy robustní a kompaktní, tělo nabývá dynamický expresivní výraz prostřednictvím válcových a kruhových segmentů a výseků. Místy se objevují hutné šikmé tvary připomínající jehlanový kubismus (obytný dům z roku 1922 na Štětinově ulici č. 1. 3. 5 v Bratislavě má také hlavice pilastrů). Domy zpravidla ukončuje masívní mansardová střecha, která se od ostatní stavby vymezuje stupňovitou římsou.
Šilingerovy stavby z tohoto období spojuje využití kruhových terčů na fasádě, kubistický detail na ocelovém zábradlí a zvláště výrazné barvy: kombinace červené a žluté. Sklon k expresivní barevnosti se však nese celým architektonickým dílem Klementa Šilingera a není výlučnou záležitostí tohoto období. Po roce 1925 se jeho architektonický názor výrazně změnil, následující práce navazují na díla Le Corbusiera, P. L. Nerviho a sovětskou avantgardu.

## Výstavy
kolektivní
- Bratislava 1936. Zúčastnil se výstav Umělecké besedy slovenské v Bratislavě a v Hradci Králové, Spolku výtvarných umělců Aleš v Brně, Umělecké besedy v Praze.

## Dílo
výběr
- projekt sokolského stadionu Praha-Troja (1914)
- obytný dům, Suvorovova ul., Bratislava (1920)
- družstevní obytný dům, Štětinova ul., (1921)
- obytný dům poštovních zaměstnanců, Legionářská ul., (1921 —22)
- obchodní škola, Nitra (1922)
- obytný dům, Heydukova ul., Bratislava (1922)
- obytný dům družstva státních zaměstnanců, Sasinkova ul., (1923)
- svobodárna pro státní zaměstnance, Moskevská ul., (1923)
- studentský domov YMCA, dnes UK, Šoltésova ul. (1923);
- Anatomický ústav Lékařské fakulty UK, Sasinkova ul., (1924)
- nájemní obytný dům, ul. Vuka Karadžiče a ul. 29. augusta, (1924)
- obytný dům univerzitního profesora, Dostojevského třída, (1925)
- lidová a měšťanská škola, Senec (1926)
- Internát Lafranconi, Nábřeží armádního gen. L. Svobody, Bratislava (1927)
- bývalý Živnostenský dom, Kollárovo nám. (1928)
- soutěžní projekt obytného bloku Avion, (1929)
- projekt osobního přístavu, (1930, nerealizováno)
- Pavlačový dům/Gallery House, Kalinčiakova 5, 7, Bratislava, (1931)
- soutěžní návrh na univerzitní a klinické město, (spoluautor, 1933)
- bývalé Státní reálné gymnázium, Martin (s B. Fuchsem a L. Radou, 1936)